# Цеддельман
Цеддельман (нем. Zeddelmann) — дворянский род.
Официальная родословная рода фон Цеддельман находится в архиве Эстляндского дворянства.

## Описание герба
В лазоревом поле золотой, с ликом, полумесяц, рогами влево, сопровождаемый слева тремя золотыми шестиконечными звездами в столб.
Щит увенчан коронованным шлемом. Нашлемник: золотая шестиконечная звезда, между двух турьих рогов, четверочастно разделённых золотом и лазурью. Намет: лазоревый, подложенный золотом.

## Представители фамилии
- Цеддельман, Александр Юрьевич (1723—1793) — иркутский вице-губернатор.
- Цеддельман, Иван Александрович (1739—1800) — генерал-лейтенант, царицынский комендант, двоюродный брат предыдущего.
- Цеддельман, Карл Карлович — Георгиевский кавалер; капитан; № 6143; 3 декабря 1839.